# Felix Alaba Adeosin Job
Felix Alaba Adeosin Job (Esure, 24 de junho de 1938) é um ministro nigeriano e arcebispo emérito de Ibadan.
Felix Alaba Adeosin Job foi ordenado sacerdote em 24 de dezembro de 1966.
Papa Paulo VI nomeou-o em 11 de março de 1971 Bispo Auxiliar em Ibadan e Bispo Titular de Abthugni. O Bispo de Ibadan, Richard Finn SMA, o consagrou em 4 de julho do mesmo ano; Os co-consagradores foram John Kwao Amuzu Aggey, Arcebispo de Lagos, e Anthony Saliu Sanusi, Bispo de Ijebu-Ode.
Em 5 de outubro de 1974 foi nomeado Bispo de Ibadan. Com a elevação à Arquidiocese em 26 de março de 1994, foi nomeado Arcebispo de Ibadan.
Em 29 de outubro de 2013, o Papa Francisco aceitou sua aposentadoria por motivos de idade.